# Mapelai
Mapelai ist eine osttimoresische Aldeia im Suco Lebos (Verwaltungsamt Lolotoe, Gemeinde Bobonaro). 2015 lebten in der Aldeia 499 Menschen. Der Ortsname stammt aus dem Bunak und bedeutet „Adlersitz“.

## Geographie
Mapelai liegt im Süden des Sucos Lebos. Nördlich befindet sich die Aldeia Mabelisi. Im Osten grenzt Mapelai an den Suco Lontas, im Süden an den Suco Holpilat und im Westen an das indonesische Westtimor. Einen Teil der Grenze zu Holpilat bildet der Fluss Ruiketan, in den auch der Latil mündet, der im Grenzgebiet zu Lontas entspringt. Der Sele entspringt in Mapelais Zentrum und fließt nach Westen in den Malibaca, dem Grenzfluss zu Indonesien.
Im Nordosten der Aldeia befindet sich das Dorf Mapelai. Neben dem Sitz des Sucos steht hier auch eine Grundschule. Weiter südlich liegt das Dorf Ibuk, in dessen Nähe sich eine Station der Unidade de Patrulhamento de Fronteira (UPF) befindet.
Im Nordosten liegt an der Grenze zu Mabelis der Berg Mapewa (1095 m), weiter südlich folgen die Gipfel des Luagebek (1089 m), des Altolebos (1148 m) und des Basalu (1101 m). Nordöstlich der Mündung des Sele in den Malibaca erhebt sich der Lolo Pieasa (919 m).

## Politik
2023 wurde Januario Pereira zum Chefe de Aldeia gewählt.